# Riesengebirgsbahn 2 und 3
Die Tenderlokomotiven Riesengebirgsbahn 2 und 3 mit der Achsfolge D wurden von Borsig mit der Fabriknummer 8261 und Henschel unter der Fabriknummer 17872 gebaut und ab 1936 von der Aschersleben-Schneidlingen-Nienhagener Eisenbahn auf der Bahnstrecke Aschersleben–Nienhagen eingesetzt.
Nach dem Zweiten Weltkrieg gelangte eine Lok zur Deutschen Reichsbahn und wurde als 92 6105 eingesetzt. Die Lokomotive wurden Mitte der 1950er Jahre ausgemustert und als Werklok weiterverwendet. 1964 ist sie verschrottet worden. Die andere Lok gelangte zur Bahnstrecke Neheim-Hüsten–Sundern und war bis 1955 im Einsatz. Danach ist die Lok verschrottet worden.

## Geschichte

### Vorkriegsgeschichte
Die Lokomotiven kamen 1912 bzw. 1921 fabrikneu zur Riesengebirgsbahn, um den damaligen Lokpark zu verstärken. Der wachsende Personenverkehr vor allem zur Schneekoppe machte starke Lokomotiven erforderlich.

### ADEG 72 und 73
1924 erhielten sie nach dem neu eingeführten Nummernplan der Allgemeinen Deutschen Eisenbahn-Betriebs-GmbH (ADEG) die Nummern ADEG 72 und 73. 1929, noch vor der Elektrifizierung der Riesengebirgsbahn, wurden beide Dampflokomotiven von Maschinen der Reihe ELNA 6 abgelöst und an andere Bahnen abgegeben. Die Loks kamen zunächst zur Teltower Eisenbahn, bevor sie 1936 zur Aschersleben-Schneidlingen-Nienhagener Eisenbahn umgesetzt wurden. 1937 und 1938 halfen beide Lokomotiven auch auf der Kassel-Naumburger Eisenbahn aus, wo besonders für den Bau des Flugmotorenwerkes in Altenbauna Lokomotiven benötigt wurden. Den Zweiten Weltkrieg überstanden beide Lokomotiven, die ehemalige Riesengebirgsbahn 2 befand sich in der Westzone, die ehemalige Riesengebirgsbahn 3 in der Sowjetischen Besatzungszone.

### DR 92 6105
Die Lokomotive RGB 3 wurde nach der Verstaatlichung der privaten Eisenbahnen 1949 bei der Deutschen Reichsbahn auf Grund ihrer Achslast von 11 t als 92 6105 eingestuft. Sie war von etwa 1950 bis 1953 in Aschersleben beheimatet, bevor sie nach Merseburg kam. 1956 wurde sie an das Ausbesserungswerk in Halle als Werklok 1 abgegeben, wo sie 1964 ausgemustert wurde.

### DEG 201
Die Lok RGB 2 befand sich nach dem Zweiten Weltkrieg auf der Kleinbahn Kiel–Segeberg. Sie wurde treuhänderisch von der Deutschen Eisenbahn-Gesellschaft verwaltet, bekam dort die Nummer 201 und wurde speziell bei der Bahnstrecke Neheim-Hüsten–Sundern eingesetzt. Die Lok verblieb dort bis Anfang 1955, dann wurde  sie zu einer Hauptuntersuchung zu der Teutoburger Wald-Eisenbahn gebracht. Dabei wurden in Lengerich (Westfalen) gravierende Schäden festgestellt, die eine nochmalige Wiederinbetriebnahme wirtschaftlich nicht möglich machten. Die Lok wurde daraufhin 1955 ausgemustert und im gleichen Jahr verschrottet.

## Konstruktion
Nach Quellenlage ist die Lokomotive ähnlich der StTE 4–7, die bis 1927 gebaut wurden. Die Lok RGB 3 soll eventuell von Henschel nach einer Zeichnungskopie von Borsig entstanden sein. Der sichtbare äußere Unterschied zu den Lokomotiven StTE 4-7 ist der hinter dem Führerstand angebrachte Kohlenkasten.
Der Wasserkastenrahmen ist etwas länger, Laufwerk und Zylindergruppe entsprechen den Lokomotiven der Stendal-Tangermünder Eisenbahn-Gesellschaft, ebenso wie die Heusinger-Steuerung. Bei Auslieferung waren die Lokomotiven mit einer Druckluftbremse Bauart Knorr ausgerüstet. Die zweistufige Luftpumpe befand sich rechts am Langkessel unmittelbar hinter der Rauchkammer, der Hauptluftbehälter lag auf dem rechten Umlaufblech vor dem Führerstand. Der handbetätigte Sandstreuer sandete den zweiten und vierten Radsatz bei Vorwärts- und Rückwärtsfahrt. Auf dem Kesselscheitel saß ein Läutewerk und auf dem Führerhaus eine Dampfpfeife. Die Petroleumbeleuchtung wurde bei der Deutschen Reichsbahn durch eine elektrische Beleuchtung mit Turbogenerator ersetzt.